# Willie Morrison
William "Willie"" III Edward Morrison (* 23. November 1996 in Leavenworth, Kansas) ist ein US-amerikanischer Kugelstoßer, der auch für die Philippinen an den Start geht. Aktuell ist er Inhaber des philippinischen Landesrekordes.

## Karriere
Erste internationale Erfahrungen sammelte Willie Morrison im Jahr 2019, als er für die Philippinen startend bei den Südostasienspielen in Capas mit einer Weite von 18,38 m die Goldmedaille im Kugelstoßen gewann und sich im Diskuswurf mit 51,38 m nur dem Malaysier Muhammad Irfan Shamsuddin geschlagen geben musste. 2022 verteidigte er bei den Südostasienspielen in Hanoi mit 18,14 m seinen Titel im Kugelstoßen und sicherte sich mit dem Diskus mit 50,44 m die Bronzemedaille hinter Shamsuddin und dem Thailänder Kiadpradid Srisai. Im Jahr darauf belegte er bei den Südostasienspielen in Phnom Penh mit 16,14 m den fünften Platz im Kugelstoßen und gelangte mit 44,14 m auf Rang sieben im Diskusbewerb. Anschließend belegte er bei den Asienmeisterschaften in Bangkok mit 18,17 m den sechsten Platz. Im Oktober wurde er bei den Asienspielen in Hangzhou mit 16,98 m Elfter. 2025 erreichte er bei den Asienmeisterschaften in Gumi mit 18,55 m Rang sieben.
In den Jahren 2022, 2024 und 2025 wurde Morrison philippinischer Meister im Kugelstoßen sowie 2022 und 2024 auch im Diskuswurf. Er studierte an der University of Indiana in den Vereinigten Staaten.

## Persönliche Bestleistungen
- Kugelstoßen: 20,40 m, 22. Juni 2019 in Bloomington (philippinischer Rekord)
- Diskuswurf: 53,84 m, 15. April 2017 in Louisville